# 최민 (조선)
최   민(崔   岷):(생ㆍ몰년(生ㆍ沒年) 미상(未詳)), 본관(本貫 )은 삭녕(朔寧)이다.

## 최   민(崔   岷)
생ㆍ몰년(生ㆍ沒年) 미상(未詳), 본관(本貫 )은 삭녕(朔寧)이다. 1405년 식년시(式年試) 동진사(同進士)로 문과(文科)  급제(及第) 하여 1421년 의금부 도사(義禁府都事), 1423년 의금부 지사(義禁府知事), 1425년 나주판관(羅州判官), 1451년 도관 정랑(都官正郞)을 지내고, 군수(郡守)를 역임(歷任) 하였다.

## 생애(生涯)
생ㆍ몰년(生ㆍ沒年) 미상(未詳), 본관(本貫 )은 삭녕(朔寧)이다. 년 1405년(태종(太宗) 5) 을유(乙酉) 식년시(式年試) 동진사(同進士) 7위(17/33)로문과 (文科)에 급제(及第) 하여 1421년 의금부 도사(義禁府都事), 1423년 의금부 지사(義禁府知事), 1425년 나주판관(羅州判官), 1451년 도관 정랑(都官正郞)을 거쳐, 군수(郡守)를 역임(歷任) 하였다

## 수상경력 상훈(受賞經歷 賞勳)
문과급제(文科及第)/  1405년(태종(太宗) 5) 을유(乙酉) 식년시(式年試) 동진사(同進士) 7위(17/33)